# Кочневы (Оренбургские)
Кочневы — казачий и дворянский род со станицы Оренбургской Первого военного отдела ОКВ.

## Известные представители
- Кочнев, Василий Алексеевич (01.01.1861-?) — из ст. Оренбургской 1-го ВО ОКВ. Окончил 4 класса Оренбургского уездного училища и ОКЮУ по 1 р. На службе с 08.04.1878. Войсковой старшина (с 1918). Атаман ст. Оренбургской (1908—1909). Уволен от службы по дом. обстоятельствам с пенсией (13.01.1914). Призван на службу, командир 8 особой ОКС (1914—1916). Назначен командиром караульной сотни в Тоцком лагере (ПОКВ № 313.16.10.1918). Помощник командира 10 ОКП по стрелковой части (1918-01.1919). Наблюдающий за обучением казаков в ст. 1-го ВО ОКВ. Награды: Орден Благородной Бухары сер. звезды 2-й ст. (1897), Св. Станислав 3-й ст. (01.12.1897), Св. Анны 3-й ст. (1908), Св. Стан. 2-й ст.[1].
  - Кочнев, Дмитрий Васильевич (09.10.1893-21.05.1981) — из ст. Оренбургской 1го ВО ОКВ, сын войскового старшины. Окончил ОНКК и Киевское Константиновское ВУ по 1 р. (1912). Есаул (за отл. в борьбе с большевиками — УВП № 102. 29.08.1918 со ст. с 14.07.1917). Полковник (1920). В 12 ОКП (27.07.1914-1917), ранен (13.12.1914), но о стался в строю. В Красногорском партизанском отряде. Временный командующий 4 ОКП (03.1919). Ранен (13.03.1919). Участник Голодного похода (11-12.1919). Командир 4 ОКП (01.1920). Командир 4 ОКП отряда ген. А. С. Бакича (06.01.1920 −1921). Арестован Бакичем в г. Шара-Сумэ. Участник похода в Монголию (до 19.10.1921). В отряде А. П. Кайгородова. Жил в Ханькоу и Шанхае. Председатель (1934—1944) Казачьего союза в Шанхае. Издатель сборника «Оренбургский казак» (Сан-Франциско, 1952). Умер в Сан-Франциско. Похоронен на Сербском кладбище.[2].
  - Кочнев, Петр Васильевич (1896-15/16.09.1930) — из ст. Оренбургской 1-го ВО ОКВ. Окончил ОКУ. На службе с 1916. Прапорщик (за отл. в борьбе с большевиками —УВП № 102. 29.08.1918 со ст. с 20.06.1918; УВП № 134. 04.09.1918). Сотник. В 6 ОКП (до 25.09.1915), в 7 ОКП (25.09.1915-1916), в 1 ОКП (1917). Юнкер Красногорского партизанского отряда ес. Р. П. Степанова (1918). Осужден «тройкой» ПП ОГПУ по СВК. Расстрелян 15-16.09.1930. Реабилитирован 08.10.1964.